# Maryna Shkermankova
Maryna Shkermankova, est une haltérophile biélorusse née le 9 avril 1990 à Hlybokaye.

## Carrière
Elle remporte la médaille de bronze du concours des moins de 69 kg des Jeux olympiques de 2012 à Londres. Le 27 octobre 2016, le Comité international olympique annonce sa disqualification de ces Jeux et le retrait de sa médaille en raison de la présence de substances interdites, le turinabol et le stanozolol, dans les échantillons prélevés lors de ces Jeux.